# Freya Allan
Freya Allan est une actrice britannique née le 6 septembre 2001 au Royaume-Uni.

## Biographie

### Jeunesse et formation
Freya Allan est née à Oxford dans l'Oxfordshire au Royaume-Uni. Elle a étudié à la Headington School (en) et elle poursuit ses études à la Starcast Performing Arts School. Par la suite, elle complète son éducation artistique à la National Film and Television School à Beaconsfield dans le Buckinghamshire où elle joue dans deux courts-métrages, Bluebird et The Christmas Tree. Freya Allan part ensuite étudier à la Arts University Bournemouth où elle joue le rôle de Linda dans le court-métrage Captain Fierce.

### Carrière
En 2017, elle apparaît dans le rôle principal de Caitlin dans le court-métrage Bluebird. L'année suivante, elle joue le rôle de la jeune Minerva dans la série Into the Badlands .
Elle décroche le rôle mineur de Mary dans la série La Guerre des mondes de la BBC, adaptée du roman éponyme. En 2018, elle auditionne pour le rôle de Marilka dans la série Netflix The Witcher et sort des auditions avec le rôle principal de Ciri,. La série est diffusée le 20 décembre 2019.
En 2019, Freya Allan incarne Sam jeune dans le film Bloody Milkshake (Gunpower Milkshake) aux côtés de Lena Headey, Karen Gillan et Carla Gugino. En 2020, elle joue dans la série The Third Day de HBO.
En 2024, elle interprète le rôle de Mae dans La Planète des singes : Le Nouveau Royaume.

## Filmographie

### Cinéma

#### Longs métrages
- 2021 : Bloody Milkshake (Gunpowder Milkshake) de Navot Papushado (en) : Sam jeune
- 2023 : Baghead de Alberto Corredor : Iris
- 2024 : La Planète des singes : Le Nouveau Royaume (Kingdom of the Planet of the Apes) de Wes Ball : Mae

#### Courts métrages
- 2017 : Bluebird de Meg Campbell : Caitlin
- 2017 : Captain Fierce de Kai Axmacher : Linda

### télévision

#### Séries télévisées
- 2018 : Into the Badlands : Minerva jeune
- 2019 : La Guerre des mondes (The War of the Worlds) : Mary
- 2019 - présent : The Witcher : Cirilla « Ciri » Fiona Elen Riannon
- 2020 : The Third Day : Kail

## Doublage francophone

### En France
- Clara Quilichini[9] dans :
  - The Witcher (série TV) ;
  - Bloody Milkshake
  - Baghead.

et aussi
- Emmylou Homs dans La Planète des singes : Le Nouveau Royaume[10]